# George Sand
Amantine (sau "Amandine") Lucile Aurore Dupin (franceză amɑ̃tin lysil oʁɔʁ dypɛ̃), mai târziu Baroană (franceză baronne) Dudevant (1 iulie 1804 – 8 iunie 1876), cel mai bine cunoscută sub pseudonimul său literar George Sand (franceză ʒɔʁʒ sɑ̃d), a fost o scriitoare și feministă franceză.

## Date biografice
- 1804 - S-a născut la Paris, pe numele adevărat Amandine Lucille Aurore Dupin de Francneil - viitoarea baroană Dudevant, George Sand
- 1808 - Fetița rămâne orfană de tată (Maurice- locotenent în armata lui Bonaparte), decedat într-un accident stupid, aruncat de un cal greu de strunit. Este crescută de bunică, fiica naturală a mareșalului de Saxa. Își petrece copilăria la Nohant.
- 1817 - Este trimisă la o mănăstire englezească din Paris, pentru a primi o educație aleasă. Sta acolo 3 ani. Are pentru un timp scurt, nedefinite aspirații spre viața monahală. Este retrasa de la mănăstire de bunica sa (care ii este și tutore), declarând ulterior în scrierile sale ca "am ieșit de acolo mai proasta decât am intrat".
- 1821 - Îi moare bunica (25 decembrie), pentru care păstrează o dragoste aproape materna . Din cauza unor certuri cu mama, se mărită cu primul venit baronul Casimir Dudevant. Din această căsătorie rezultă doi copii: Maurice și Solange.
- 1831 – Divorțează și părăsește Nohant-ul instalându-se împreună cu copiii la Paris. După ce încearcă mai multe mijloace de a se întreține, se angajează la "Figaro". Debutul publicistic este urmat în scurt timp de debutul literar, ambele fără ecouri răsunătoare. Duce o existență boemă și scandalizează "lumea bună" prin îndrăzneala cu care își acceptă condiția de "declasată", apucăturile masculine, modul de a fuma pipă sau țigara și mai ales prin aventurile sale. Întreține o relație cu Jules Sandeau, după numele căruia se inspiră în alegerea pseudonimului, Sand, și care o ajută să scrie primul roman, „Rose et Blanche, ou la Comedienne et la Religieuse”, semnat J.Sand.
- 1832 - Pseudonimul care o va consacra, George Sand, apare pentru prima oară pe coperta romanului „Indiana”, ce se bucură de un mare succes; însuși Balzac îi arată prețuirea. Îi cunoaște pe Sainte Beuve, Merimée și Vigny. Delacroix îi face portretul pentru „Revue de deux mondes”. Pictorul prețuiește conversațiile cu această femeie. Între ei se naște o prietenie lungă, adesea întrepătrunsă de iubire.
- 1833 - În același an, scriitoarea îl cunoaște pe Alfred de Musset. Legatura lor, care avea să devină celebră, îi aduce neplăceri, din cauza atacurilor din partea familiei poetului. Din fericire este și o benefică sursă de inspirație, mărturie elocventă fiind romanul „Elle et Lui”.
- 1834 - Aurore pleacă împreună cu Alfred în Italia, dar îl părăsește la Veneția, pentru medicul Pagello.
- 1836 - Un capitol important în existența ei îl reprezintă relația cu celebrul compozitor și pianist polonez, Frederic Chopin, pe care îl cunoaște în octombrie datorită muzicianului Franz Liszt. Curând, îl introduce pe Chopin în cercul artiștilor romantici. Povestea lor de iubire debutează în vara anului 1838. Iarna următoare o petrec împreună pe insula Mallorca, la Valldemossa (împreună cu cei 2 copii ai ei - Maurice și Solange), unde el încearcă să-și vindece boala. Se lupta de câțiva ani cu primele simptome ale tuberculozei. Deși nu-i plac scriitoarele, Aurore îl fascinează. O situează "deasupra tuturor femeilor". Discret, rezervat și misterios, este atras de forța, expresivitatea și exuberanța sa. Romanciera îi prețuiește talentul, însușirile de artist cu capul în nori. În timp ce sănătatea lui Chopin se înrăutățește, relația se deteriorează. Pe măsură ce copiii cresc, certurile lor devin tot mai dure. Aurore scrie un roman a cărui eroină se distruge din cauza scenelor de gelozie pe care i le face iubitul grav bolnav. Concubinajul ia sfârșit după opt ani, în urma unui scandal furtunos. Adevărul l-au știut numai cei doi protagoniști și a fost înmormântat o dată cu trupurile lor pământești. Sub al doilea Imperiu, scandaloasa romantică George Sand devine "La bonne dame de Nohant" ("Doamna cea bună din Nohant"), castelana generoasă și prietena ospitalieră a scriitorilor Sainte-Beuve, Michelet, Theophile Gautier. Îi sfătuiește și îi sprijină pe cei mai buni reprezentanți ai noii generații: Fromentin, Dumas fiul, Flaubert. Își cultivă grădina, își distrează nepoții cu teatrul său de marionete, se amestecă în viața angajaților și le învață odraslele să citească, organizează serbări, fără să înceteze să scrie.
- 1848 - Devine colaboratoare a Guvernului Provizoriu. Fondează săptămânalul „La cause du Peuple”
- 1854 -Publică autobiografia „Historie de ma vie”. Până în anul 1876, aproape în fiecare an predă editorilor un roman sau o piesă, mai puțin cunoscute decât cele din anii de mari succese.
- 1876 - Încetează din viață la Nohant (Indre), lăsând în urmă o operă strălucitoare. Au condus-o pe ultimul drum Flaubert și Dumas fiul

## Opera
ROMANE
- Roșu și Alb (Rose et Blanche) (1831, cu Jules Sandeau)
- Comisionarul (1831, cu Jules Sandeau)
- Indiana (1832)
- Valentine (1832)
- Lélia (1833)
- Andréa (1833)
- Mattéa (1833)
- Jaques (1833)
- Kouroglou / Épopée Persane (1833)
- Leone Leoni (1834)
- André (1834)
- Marchiza (La Marquise) (1834)
- Scrisorile unui voiajor (1834)
- Simon (1835)
- Mauprat (1837)
- „Cadio”
- „Spiridon” (1838)
- „Cosima”
- „Horace” (1841)
- „Isadora”
- Jeanne (1844)
- „Cele șapte corzi ale lirei”
- „Lucrezzia Floriani” (1846)
- „Călătoria calfei în Franța” (1840)
- „Consuelo” (1842)
- „Contesa de Rudolstandt” (1843)
- „Le Pressoir”
- „Narcis” (1859)
- „Morarul din Angibault” (1845)
- „Orașul negru” (1861)
- „Molière”
- „Balta diavolului” (1846)
- Francois cel orfan (1847)
- „Florian și Piccinino”
- „Păcatul domnului Antoine” (1846)
- „Valvèdre” (1861)
- Mica Fadette (1848)
- Diavolul în câmp (1851)
- Meșterii clopotari (1853)
- Cimpoierii (1853)
- Povestea vieții mele (1854)
- Daniella (1857)
- Frumoșii domni de la Bois-Dore (1857)
- „Scrisoare către popor”
- „Ultima iubire” (1866)
- „Scrisoare către bogătași”
- „Scrisoare către clasa de mijloc”
- „Istoria Franței povestită poporului”
- „Marchizul de Villemer” (1860)
- „A doua scrisoare către popor”
- „Sora mea Jeanne" (1874)
- „Castelul pustnicilor”
- „Căsătoria Victorinei”
- „Domnul Sylvestre” (1865)
- „Meșterul Favilla”(1855)
- „Marguerite de Sainte-Gemme” (1859)
- Jean de la Roche (1859)
- „Omul de zăpadă” (1858)
- „Legende rustice” (1858)
- „Ea și el” (1859)
- Tamaris (1862)
- Domnișoara Quintinie (1863)
- „Familia de Germandre”
- „Confesiunile unei tinere” (1864)
- „Istoria vieții mele” (1855)
- Cadio (1867)
- Piatra care se rostogolește (1869)
- „Doi frați și Flamanand”
- Nanon (1872)
- Povestirile unei bunici (1872)
- „Impresii și amintiri” (1873)
- Flamarande (1875)
- Turnul din Percemont (1875)
- „Frumosul Laurence”
- „Jurnalul unui călător în timpul războiului”